# Pietranico
Pietranico – miejscowość i gmina we Włoszech, w regionie Abruzja, w prowincji Pescara.
Według danych na rok 2004 gminę zamieszkiwały 604 osoby, 43,1 os./km².